# Таврог, Борис Лазаревич
Борис Лазаревич Таврог (1909 — ?) — советский инженер-металлург, доменщик, в 1960 г. удостоен Ленинской премии за участие во внедрении природного газа в доменное производство.
После окончания Таганрогского индустриального техникума (1930) работал до 1941 г. в доменном цехе Сталинского металлургического завода. Заочно окончил Днепродзержинский металлургический институт.
После начала войны — в эвакуации, в 1941—1946 гг. инженер Главного управления уральской металлургической промышленности.
В 1946—1949 гг.— зам. начальника, в 1949—1954 гг. — начальник доменного цеха Сталинского металлургического завода им. Сталина.
С 1954 г. — начальник доменного цеха металлургического завода «Запорожсталь» им. Серго Орджоникидзе.
Автор изобретений. Награждён орденами и медалями.

## Семья
Сестра — кинорежиссёр Марианна Таврог. Другая сестра — Рита Елизаровна Таврог (1908—1971), киноредактор.

## Публикации
Пыленепроницаемая вентилируемая кабина вагон-весов / Б. Л. Таврог, Н. К. Бороденчик. М., 1957.